# Pauridiantha dewevrei
Pauridiantha dewevrei är en måreväxtart som först beskrevs av De Wild. och Théophile Alexis Durand, och fick sitt nu gällande namn av Cornelis Eliza Bertus Bremekamp. Pauridiantha dewevrei ingår i släktet Pauridiantha och familjen måreväxter. Inga underarter finns listade i Catalogue of Life.